# Lennart Sjöberg (silversmed)
Lennart Sjöberg, född 1943 i Gunnarskog, är en svensk silversmed.
Sjöberg studerade som lärling hos Bengt Forslund i fyra års tid, ädelstensskulptering för Erwin Pauli i Idar-Oberstein, handgravyr för Rune Forslund, elfenbensskulptering för Anatoli i Tobolsk, filigran för Nicolai i Ural samt olika teknikkurser vid Hantverkets folkhögskola i Leksand. Han har medverkat i samlingsutställningar på Värmlands museum.